# Shenzhou 19
Shenzhou 19 (chinesisch 神舟十七號 / 神舟十七号, Pinyin Shénzhōu Shíqī Hào) war eine Mission des Büros für bemannte Raumfahrt zur Chinesischen Raumstation. Der Start der dreiköpfigen Besatzung mit einer Trägerrakete vom Typ Langer Marsch 2F erfolgte am 29. Oktober 2024 um 20:27 UTC. An Bord befanden sich der Kommandant Cai Xuzhe, die Ingenieurin Wang Haoze und der frühere Luftwaffenpilot Song Lingdong. Cai war zuvor mit der Mission Shenzhou 14 im Jahr 2022 im All. Die Taikonauten sollten mehr als 80 Experimente an Bord der Chinesischen Raumstation durchführen. Am 30. April 2025 kehrten sie nach 182 Tagen im All zurück und landeten in der Wüste Gobi.
Am 18. Dezember 2024 führten Cai Xuzhe und Song Lingdong mit 9 Stunden und 6 Minuten den bis dahin längsten Außenbordeinsatz der Menschheit durch.